# Sältingblomvecklare
Sältingblomvecklare (Gynnidomorpha vectisana) är en fjärilsart som först beskrevs av Humphrey och John Obadiah Westwood 1845.  Sältingblomvecklare ingår i släktet Gynnidomorpha, och familjen vecklare. Arten är reproducerande i Sverige.